# Montagny-lès-Buxy
 Montagny-lès-Buxy  es una población y comuna francesa, situada en la región de Borgoña, departamento de Saona y Loira, en el distrito de Chalon-sur-Saône y cantón de Buxy.

## Demografía
| 202 | 208 | 222 | 228 | 221 | 223 |
| Para los censos de 1962 a 1999 la población legal corresponde a la población sin duplicidades (Fuente: INSEE [Consultar]) |     |     |     |     |     |